# Simple Kid
Simple Kid, prawdziwe imię i nazwisko: Ciaran McFeely. Irlandzki muzyk solowy znany ze swojej twórczości nawiązującej do stylów "Lo fi" country, hip-hop oraz popu lat 60.
W przeszłości Ciaran McFeely był członkiem The Young Offenders. Grupa została utworzona w Irlandzkim Cork i Ciaran grał w niej od siedemnastego roku życia. Usiłowali wydać album w USA, jednak po niepowodzeniach zrezygnowali i rozwiązali zespół. Po powrocie do kraju rozpoczął solową karierę pod nazwą Simple Kid. Sławę zdobywał w czasie supportowania uznanych gwiazd brytyjskiej sceny muzycznej: Richard Ashcroft, Travis, The Thrills, Ocean Colour Scene i Suede. Simple Kid wystąpił również w 2004 roku na festiwalu Glastonbury.

## Dyskografia
- 2003 - 1
  - Wydanie brytyjskie: 09-2003, Wydanie USA:  06-2004
- 2006 - 2 (Simple Kid 2 lub SK2)